# Cot Usibak
Cot Usibak is een bestuurslaag in het regentschap Bireuen van de provincie Atjeh, Indonesië. Cot Usibak telt 506 inwoners (volkstelling 2010).